# Cerdal
Cerdal ist eine Gemeinde (Freguesia) im nordportugiesischen Kreis Valença der Unterregion Minho-Lima. In ihr leben 1550 Einwohner (Stand 19. April 2021).